# Liste der Baudenkmäler in Effeltrich
Auf dieser Seite sind die Baudenkmäler in der oberfränkischen Gemeinde Effeltrich zusammengestellt. Diese Tabelle ist eine Teilliste der Liste der Baudenkmäler in Bayern. Grundlage ist die Bayerische Denkmalliste, die auf Basis des Bayerischen Denkmalschutzgesetzes vom 1. Oktober 1973 erstmals erstellt wurde und seither durch das Bayerische Landesamt für Denkmalpflege geführt wird. Die folgenden Angaben ersetzen nicht die rechtsverbindliche Auskunft der Denkmalschutzbehörde.

## Baudenkmäler nach Gemeindeteilen

### Effeltrich
| Lage | Objekt                               | Beschreibung | Akten-Nr.              | Bild           |
| --- | ------------------------------------ | --- | ---------------------- | -------------- |
| Am Bach; Bergstraße; Hesselbach; Lindenstraße; Mittlerer Bühl; Mittlerer Weg (Standort)                                  | Bachbrücke                           | Stichbogige Sandsteinbrücke, 19. Jahrhundert | D-4-74-122-13 Wikidata | weitere Bilder |
| Am Bach; Bergstraße; Hesselbach; Lindenstraße; Mittlerer Bühl; Mittlerer Weg (Standort)                                  | Nepomuk-Figur                        | neubarock | D-4-74-122-13 Wikidata | weitere Bilder |
| Am Bach; Bergstraße; Lindenstraße; Mittlerer Bühl; Mittlerer Weg; an der Weggabelung Bergstraße-Georgengarten (Standort) | Marter                               | Sandsteinsäule, am Aufsatz moderne graphische Heiligenbildnisse, bezeichnet „1741“ | D-4-74-122-24 Wikidata | BW             |
| Am Bach; Bergstraße; Lindenstraße; Mittlerer Bühl vor Nr. 8; Mittlerer Weg (Standort)                                    | Marter                               | Sandsteinsäule, 17. Jahrhundert | D-4-74-122-16 Wikidata | BW             |
| Bächelleite (Standort)                                                                                                   | Kapelle                              | Sandsteinquaderbau mit eingezogenem Altarhaus, flach geneigtes Satteldach, neugotisch, Ende 19. Jahrhundert (bezeichnet „1771“), Mariengrotte Anfang 20. Jahrhundert | D-4-74-122-28 Wikidata | BW             |
| Baiersdorfer Straße (Standort)                                                                                           | Sühnekreuz                           | Sandsteinkreuz, 16./17. Jahrhundert | D-4-74-122-25 Wikidata | BW             |
| Bergstraße 1 (Standort)                                                                                                  | Wegkreuz                             | In der Art des Friedrich Theiler, um 1800 | D-4-74-122-1 Wikidata  | BW             |
| Bergstraße 2 (Standort)                                                                                                  | Gasthaus                             | Zweigeschossiger giebelständiger Satteldachbau massiv und Fachwerk, 19. Jahrhundert, mit erneuertem Fachwerk und anderen Überformungen | D-4-74-122-2 Wikidata  | BW             |
| Bergstraße 6 (Standort)                                                                                                  | Bauernhaus, ehemaliges Wohnstallhaus | Erdgeschossiger giebelständiger Satteldachbau, Fachwerk und massiv verputzt, wohl 18. Jahrhundert | D-4-74-122-3 Wikidata  | BW             |
| Bergstraße 8 (Standort)                                                                                                  | Holzkruzifix                         | Gefasster Korpus auf erneuertem lateinischem Kreuz, 18. Jahrhundert | D-4-74-122-4 Wikidata  | BW             |
| Erlenstraße 9 (Standort)                                                                                                 | Marter                               | Sandsteinsäule, bezeichnet „1741“, mit Ruhstein | D-4-74-122-30 Wikidata | weitere Bilder |
| Gaiganzer Straße (Standort)                                                                                              | Steinkreuz                           | Sandstein, spätmittelalterlich | D-4-74-122-29          | BW             |
| Hauptstraße (Standort)                                                                                                   | Mariensäule                          | Auf Sockel hohe Stele mit Marienstatue, Sandstein, barockisierender Jugendstil, bezeichnet „1913“ | D-4-74-122-6 Wikidata  | BW             |
| Hauptstraße (Standort)                                                                                                   | Marter                               | Ionische Sandsteinsäule, mit barockem Bildhäuschen, bezeichnet „1741“ | D-4-74-122-7 Wikidata  | weitere Bilder |
| Hauptstraße 3 (Standort)                                                                                                 | Bauernhaus                           | Giebelständiger erdgeschossiger Fachwerk mit Satteldach, 18. Jahrhundert | D-4-74-122-5 Wikidata  | weitere Bilder |
| Hauptstraße 3 (Standort)                                                                                                 | Einfriedung                          | spätes 19. Jahrhundert | D-4-74-122-5           | weitere Bilder |
| Hauptstraße 3 (Standort)                                                                                                 | Wegkreuz                             | hölzernes Hochkreuz, 18. Jahrhundert | D-4-74-122-5           | weitere Bilder |
| Hauptstraße 15, 17 (Standort)                                                                                            | Hofeinfahrt                          | Neubarock, Sandsteinpfeiler und verputztes Mauerstück mit Löwenskulpturen, Tor und Pforte gusseisern, um 1900 | D-4-74-122-8 Wikidata  | BW             |
| Im Dorfee (Standort) | Wegkreuz                             | Lateinisches Kreuz mit Korpus und Rankenwerk, Gusseisen, historistisch, 1890 | D-4-74-122-9 Wikidata  | weitere Bilder |
| In die Kleine Stöck (Standort)                                                                                           | Wegkreuz                             | Holz, historisierend, um 1900 | D-4-74-122-26 Wikidata | BW             |
| Kr FO 27 (Standort) | Marter                               | Sandsteinpfeiler, im Aufsatz Nische mit spitzem Dreiecksabschluss, darüber Kreuzrelief, bezeichnet „1593“ | D-4-74-122-27 Wikidata | BW             |
| Lindenstraße (Standort)                                                                                                  | Tanzlinde                            | Gestützt durch Holzpfeiler über ringförmigem Steinsockel | D-4-74-122-23 Wikidata | weitere Bilder |
| Lindenstraße 2 (Standort)                                                                                                | Gasthaus Zur Guten Quelle            | Zweigeschossiger giebelständiger Fachwerkbau mit Satteldach, 18. Jahrhundert | D-4-74-122-11 Wikidata | weitere Bilder |
| Lindenstraße 2 (Standort)                                                                                                | Nebengebäude                         | Rückwärtig über Zwischenbau in Fachwerk verbundener zweigeschossiger Satteldachbau, Sandsteinquader, Obergeschoss der Hoftraufseite in Fachwerk, 18. Jahrhundert | D-4-74-122-11          | weitere Bilder |
| Lindenstraße 2 (Standort)                                                                                                | Scheune                              | Sandsteinquaderstadel mit Satteldach 18. Jahrhundert | D-4-74-122-11          | BW             |
| Lindenstraße 2 a (Standort)                                                                                              | Ehemaliger Tanzsaal                  | heute Bankfiliale, Massivbau mit Halbwalmdach und polygonalem Abschluss, 1921, stark überformt und entkernt | D-4-74-122-11          | weitere Bilder |
| Lindenstraße 6 (Standort)                                                                                                | Fachwerkstadel                       | eingeschossiger Fachwerkbau in Ecklage, mit Satteldach, nach 1821 | D-4-74-122-58          | BW             |
| Lindenstraße 8 (Standort)                                                                                                | Bauernhaus                           | Von der Straße zurückgesetzter eingeschossiger giebelständiger Satteldachbau, Fachwerk, erste Hälfte 18. Jahrhundert | D-4-74-122-12 Wikidata | BW             |
| Lindenstraße 8 (Standort)                                                                                                | Scheune                              | Fachwerkstadel mit Satteldach, gleichzeitig | D-4-74-122-12 Wikidata | BW             |
| Mittelfuhre 6 (Standort)                                                                                                 | Kruzifix                             | Holz, spätes 19. Jahrhundert | D-4-74-122-40 Wikidata | BW             |
| Mittlerer Bühl 1 (Standort)                                                                                              | Bauernhaus                           | Eingeschossiger Satteldachbau, erste Hälfte 19. Jahrhundert | D-4-74-122-14 Wikidata | BW             |
| Mittlerer Bühl 5 (Standort)                                                                                              | Kruzifix                             | Holz, gefasst, um 1800 | D-4-74-122-15 Wikidata | BW             |
| Mittlerer Bühl 7 (Standort)                                                                                              | Bauernhaus                           | Giebelständiger Satteldachbau, Fachwerk, erste Hälfte 18. Jahrhundert | D-4-74-122-17 Wikidata | BW             |
| Neunkirchener Straße (Standort)                                                                                          | Kriegerdenkmal für 1914/18           | Steinstele, als oberer Abschluss Drachenkampf des Heiligen Georg über gedrücktem Kreuz, 1930 von Max Heilmeier, ergänzt durch zwei Inschriftenstelen für die Gefallenen 1939/45 | D-4-74-122-42 Wikidata | weitere Bilder |
| Neunkirchener Straße 4 (Standort)                                                                                        | Bauernhaus                           | Giebelständiges erdgeschossiges Wohnstallhaus, Wohnteil in Fachwerk, Stallteil massiv, Satteldach, 18. Jahrhundert; | D-4-74-122-18 Wikidata | weitere Bilder |
| Neunkirchener Straße 4 (Standort)                                                                                        | Backhaus                             | 18. Jahrhundert | D-4-74-122-18 Wikidata | weitere Bilder |
| Oberer Bühl 9 (Standort)                                                                                                 | Bildstock                            | Sandsteinsäule mit Aufsatz, 18. Jahrhundert | D-4-74-122-41 Wikidata | BW             |
| Trab (Standort) | Bildstock                            | Sandstein, wohl 16./frühes 17. Jahrhundert | D-4-74-122-43 Wikidata | BW             |
| Weidenweg 1 (Standort)                                                                                                   | Bauernhaus                           | Eingeschossiger Schopfwalmdachbau, Fachwerk und Sandsteinquader, erste Hälfte 18. Jahrhundert, verändert Mitte 19. Jahrhundert | D-4-74-122-21 Wikidata | BW             |
| Zur Kirchenburg 1 (Standort)                                                                                             | Katholische Pfarrkirche St. Georg    | Saalkirche mit polygonal geschlossenem, mit dem Langhaus fluchtendem Chor, Sandsteinquaderbau, spätgotisch, im Kern um 1300, 1405 nach Westen erweitert mit Turmbau (oberstes Geschoss 16. Jh., Spitzhelm 1797) im Nordwesten, Chor und Langhauserhöhung 1497, Ölbergkapelle um 1520, seit 1892 an der Südwestecke des Langhauses, an der Nordseite Sakristeianbau mit Walmdach, 18. Jahrhundert und Mariengrotte, um 1900; mit Ausstattung | D-4-74-122-22 Wikidata | weitere Bilder |
| Zur Kirchenburg 1 (Standort)                                                                                             | Kirchhof                             | Mit Grabdenkmälern des 19. und 20. Jahrhunderts | D-4-74-122-22 Wikidata | weitere Bilder |
| Zur Kirchenburg 1 (Standort)                                                                                             | Kirchhofbefestigung                  | Ummauerung, Torbau mit Satteldach und Figurennischen, drei runde Ecktürme mit Kegeldach und ein quadratischer mit Zeltdach, späte 1460er Jahre bis 1774 | D-4-74-122-22 Wikidata | weitere Bilder |

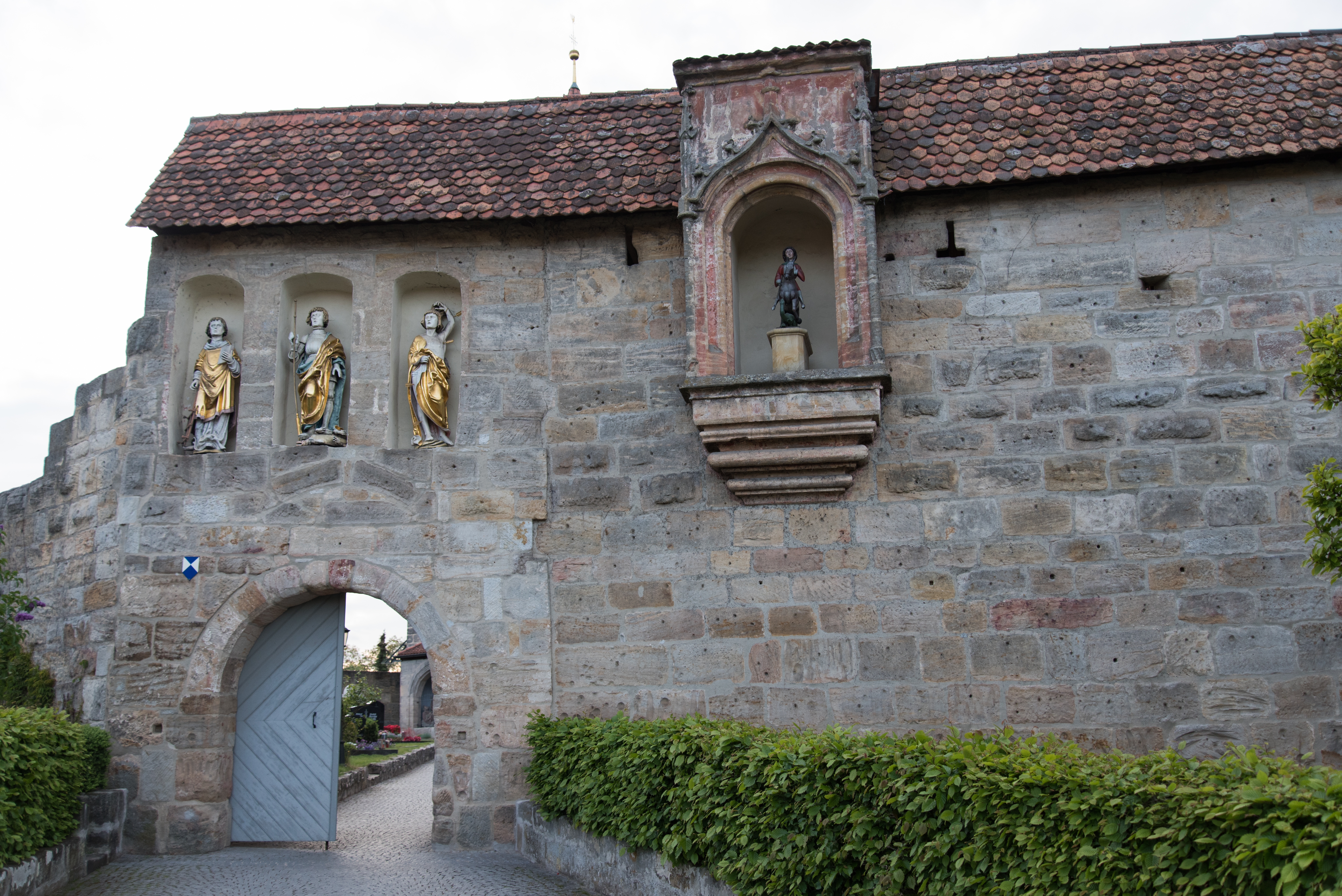
Eingangstor, Feldseite
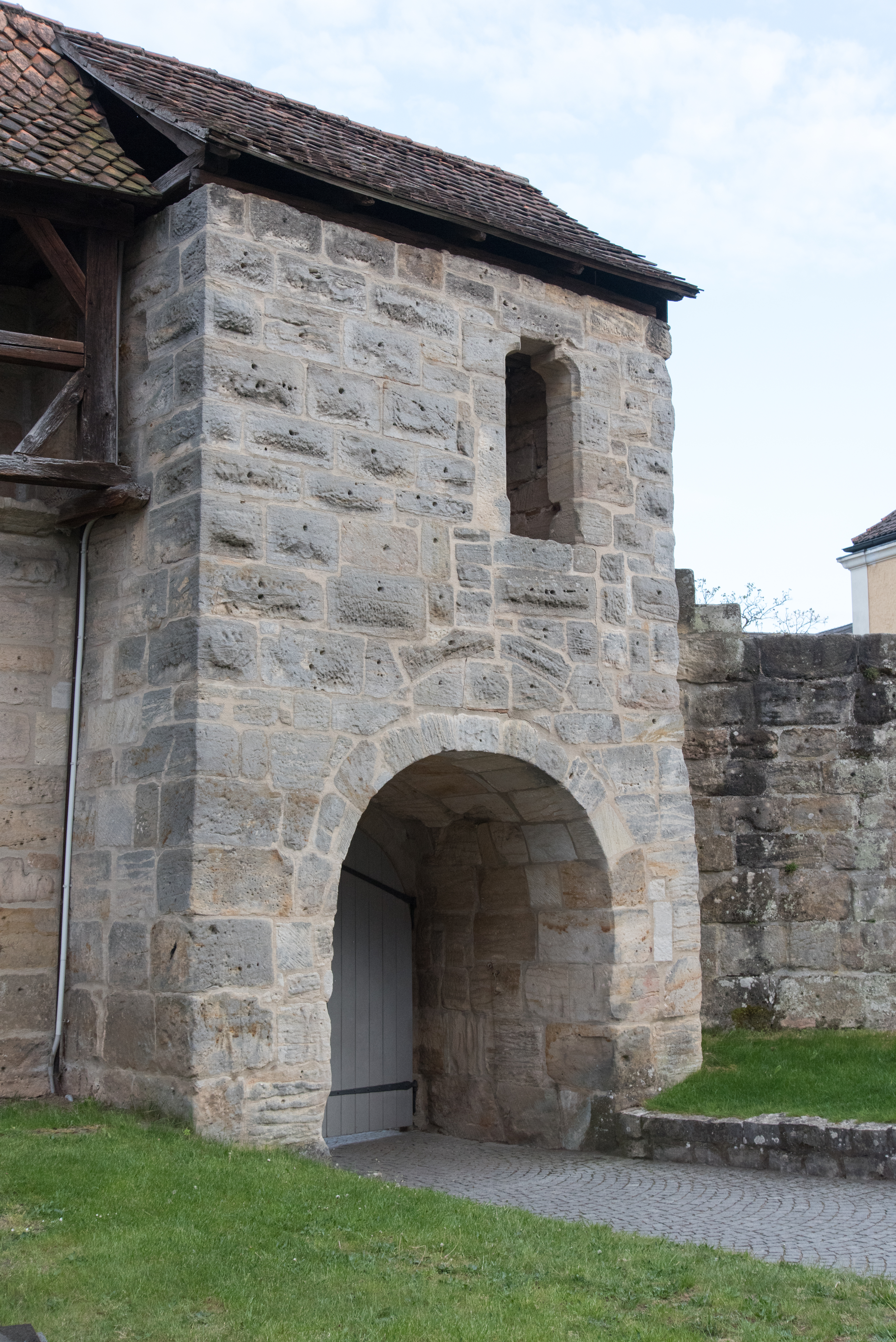
Eingangstor, Kirchhofseite
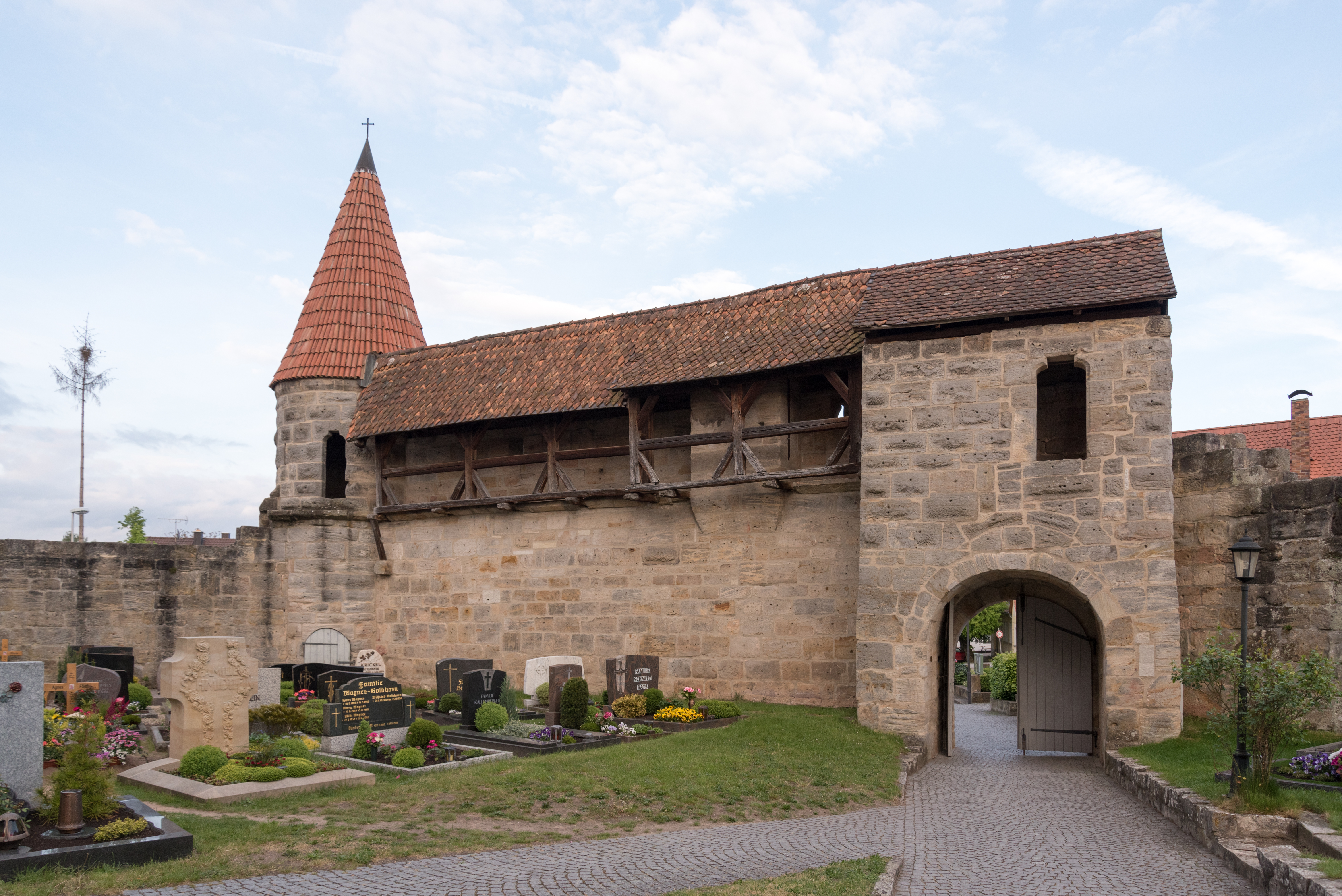
Eingangstor, Südostturm
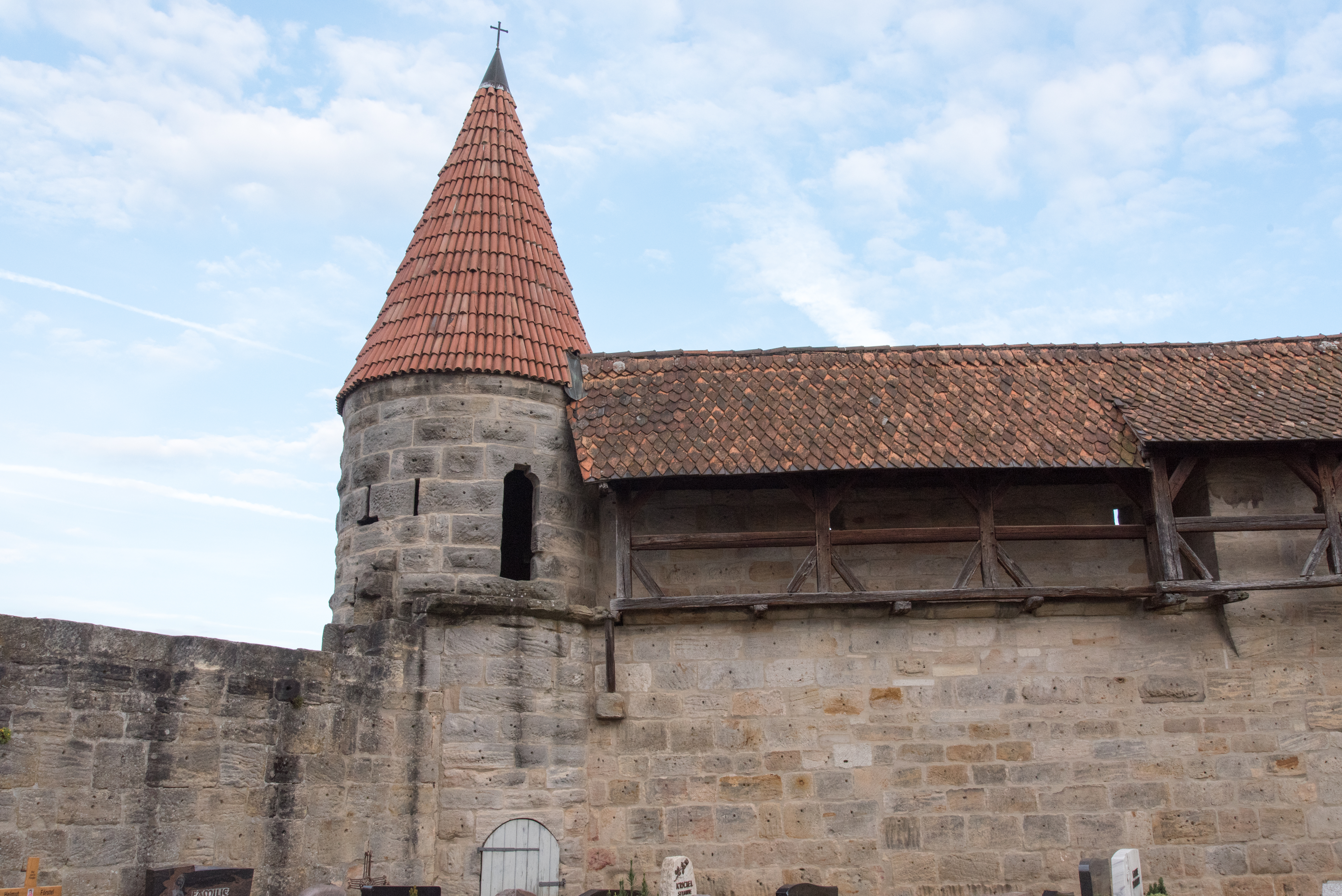
Südostturm
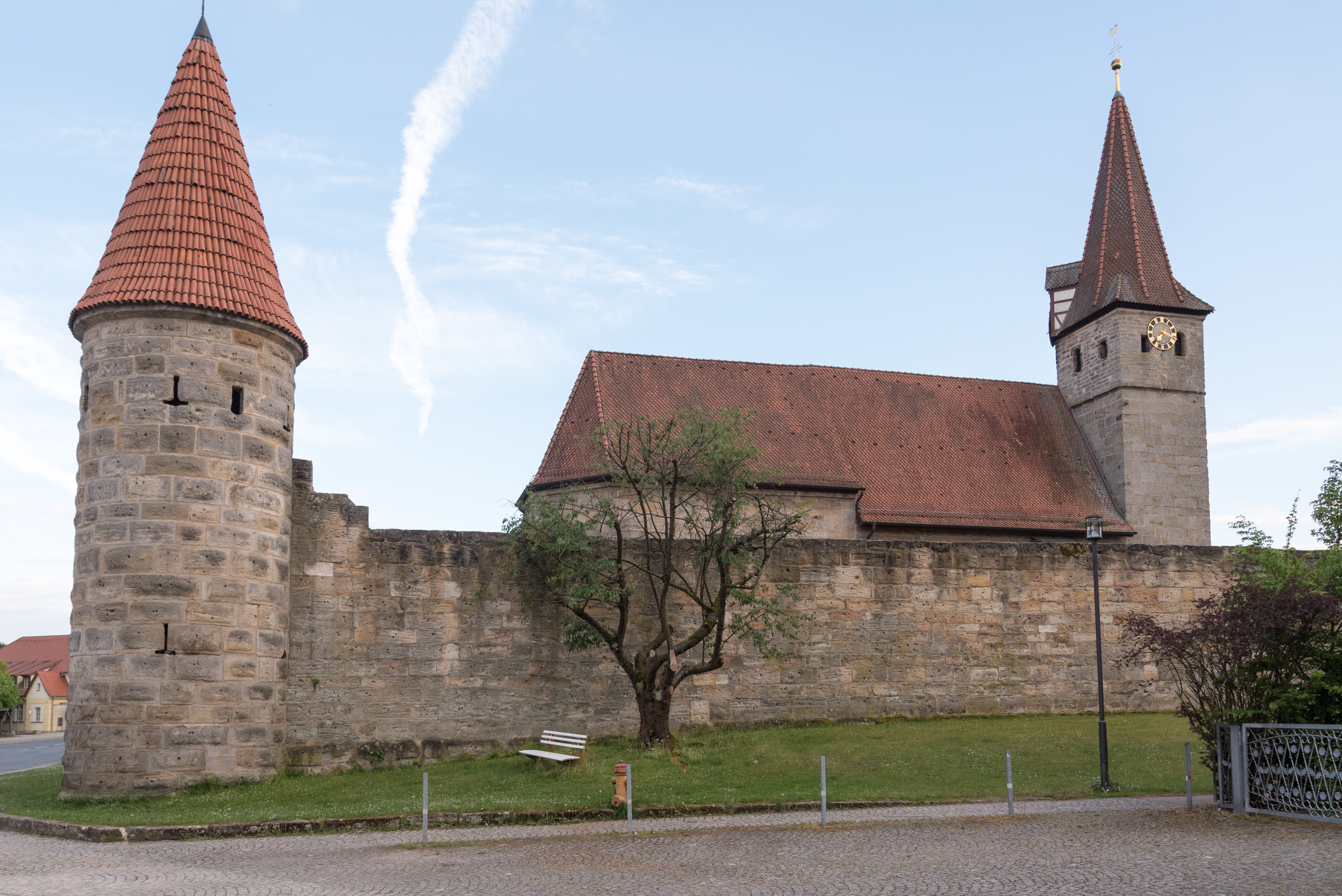
Nordostturm
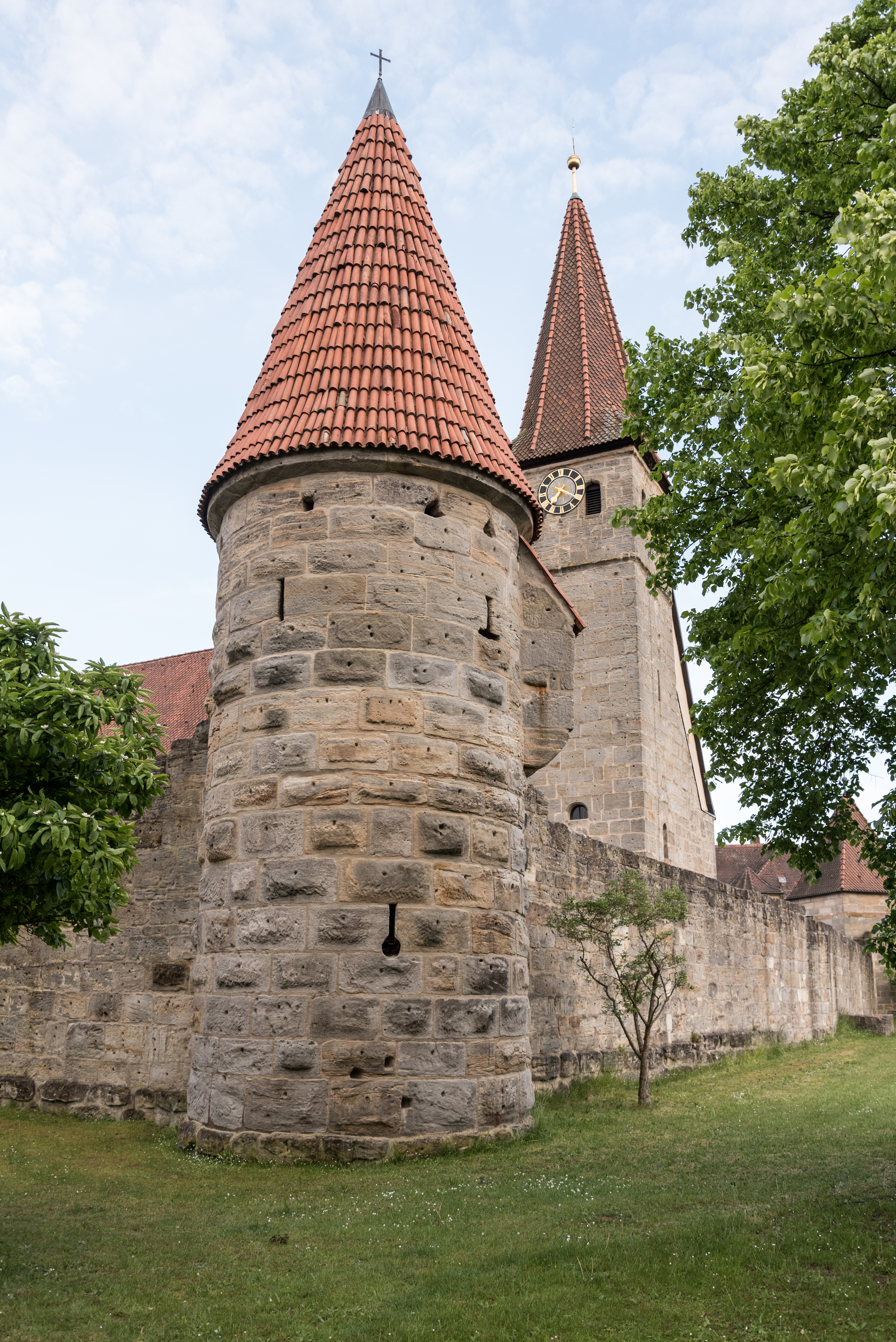
Nordwestturm
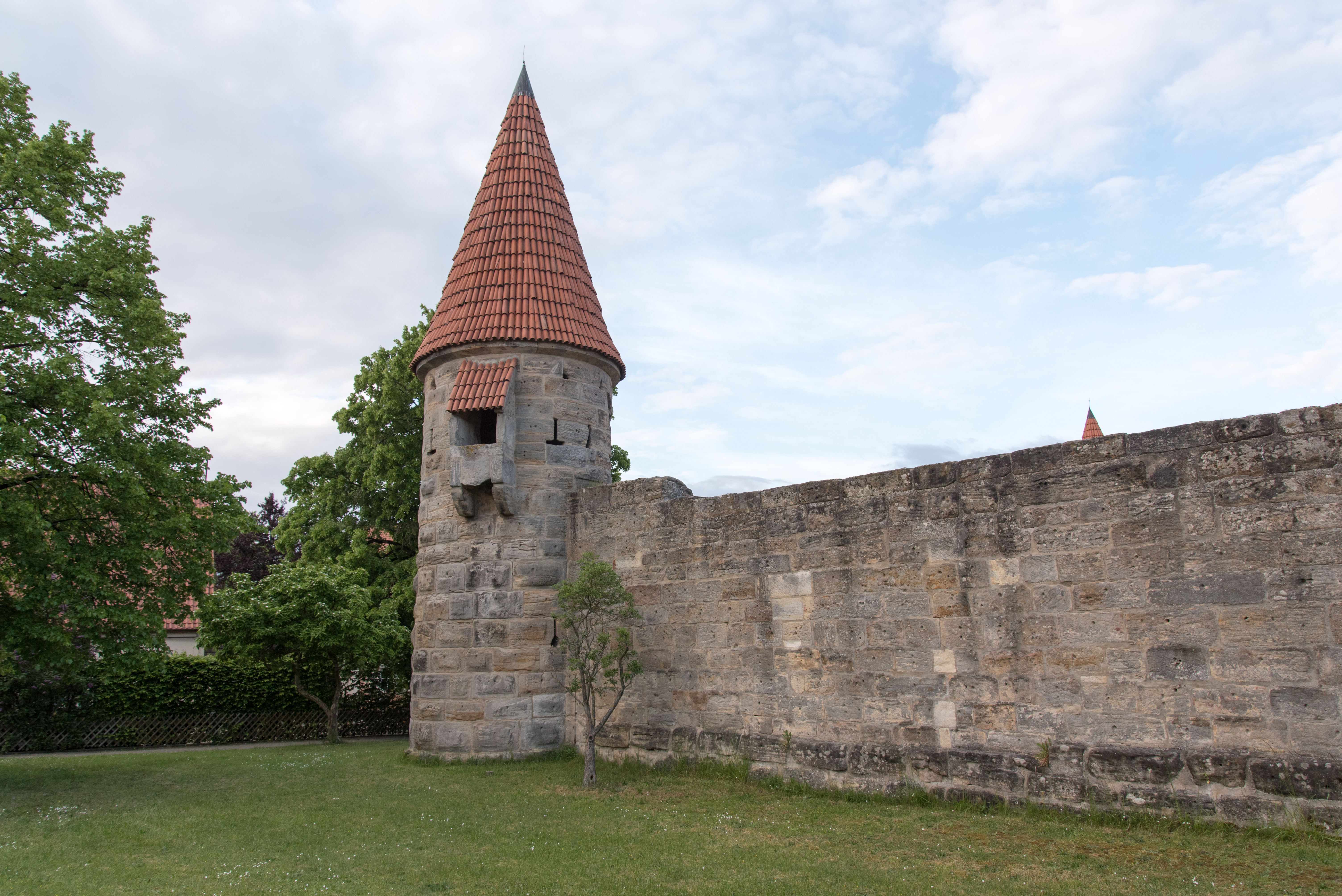
Nordwestturm
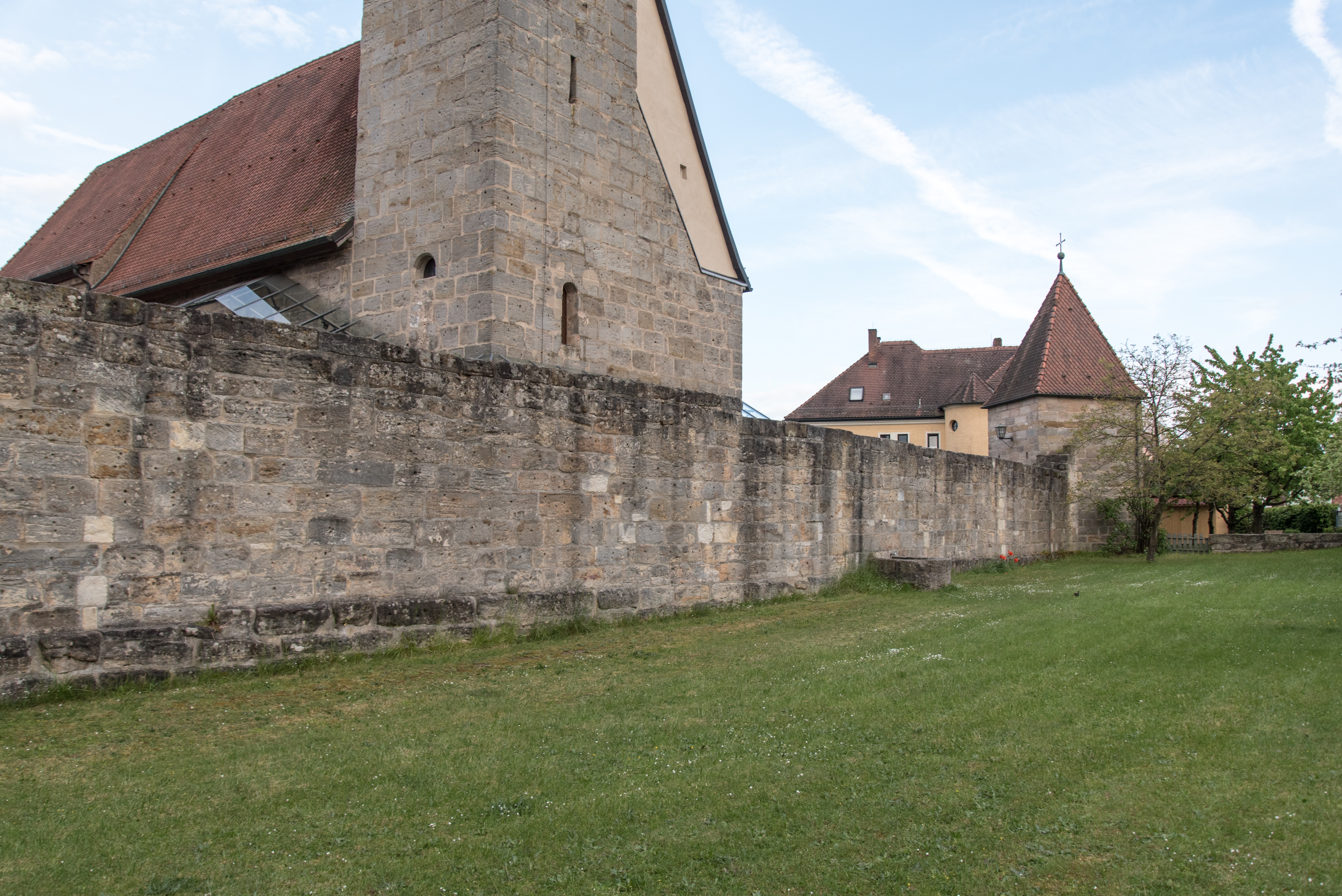
Westmauer
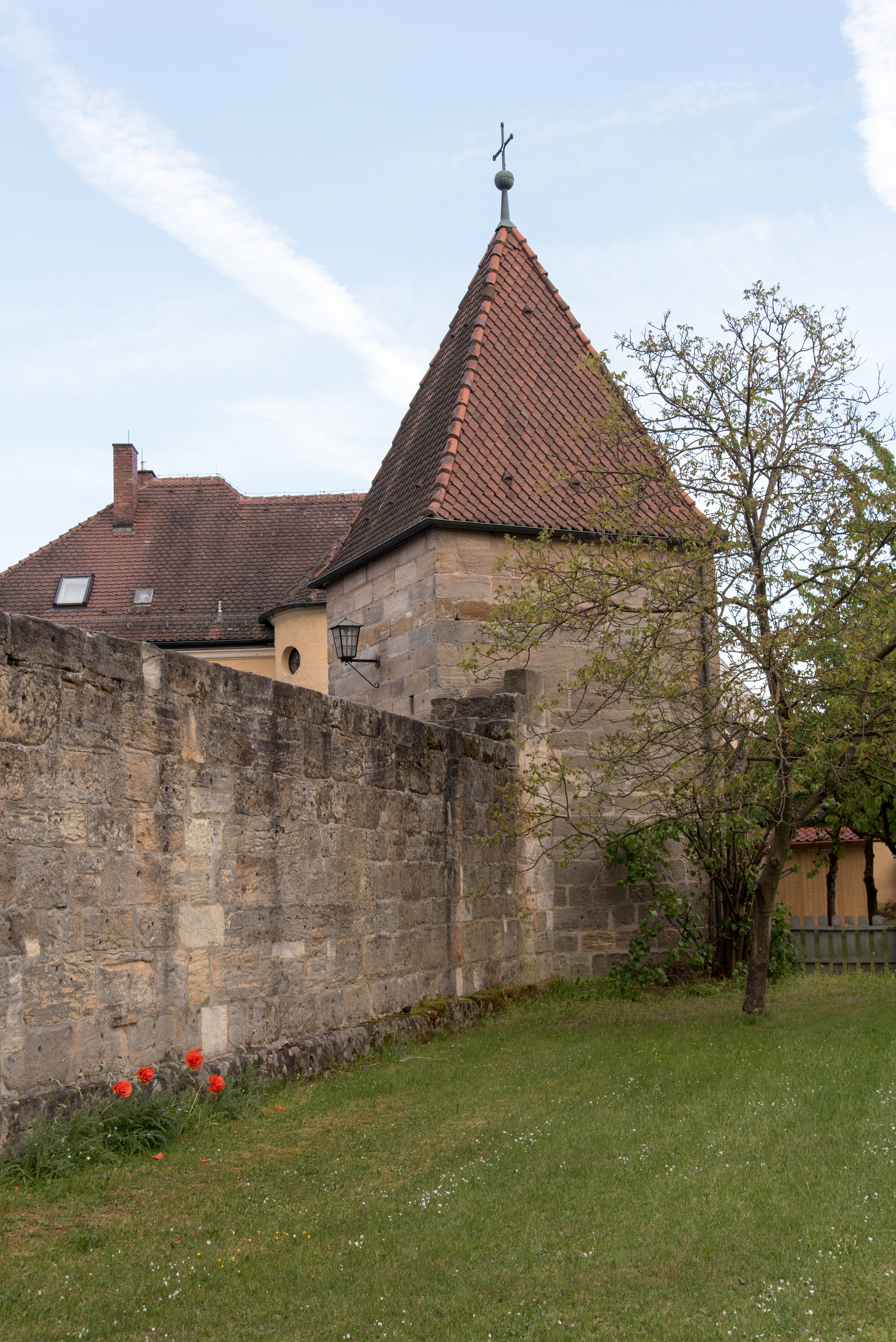
Eingangstor, von Süden

### Gaiganz
| Lage                                                                    | Objekt                                   | Beschreibung | Akten-Nr.              | Bild           |
| ----------------------------------------------------------------------- | ---------------------------------------- | --- | ---------------------- | -------------- |
| Gaiganzer Hauptstraße (Standort)                                        | Katholische Filialkirche St. Vitus       | Massive Chorturmkirche des 12./13. Jahrhunderts, Langhausausbau mit Satteldach 1750, Turmausbau mit Walmdach und oktogonalem Spitzhelmdachreiter nach 1735; mit Ausstattung | D-4-74-122-32 Wikidata | weitere Bilder |
| Krummleite, am Weg nach Hetzles neben dem gusseisernen Kreuz (Standort) | Marter                                   | Sandsteinsäule und Ruhstein, 17. Jahrhundert | D-4-74-122-38 Wikidata | BW             |
| Krummleite, südlich des Ortes am Fuß des Hetzleser Berges (Standort)    | Gusseisenkruzifix mit Maria und Johannes | Neugotisch, um 1880 | D-4-74-122-39 Wikidata | BW             |
| Sankt-Vitus-Straße 1 (Standort)                                         | Fachwerkstadel                           | Mit Sattel- und Klebdach sowie Stallanbau, 18. Jahrhundert | D-4-74-122-35 Wikidata | BW             |
| Sankt-Vitus-Straße 3 (Standort)                                         | Backhaus                                 | Massiv mit Satteldach, 18. Jahrhundert | D-4-74-122-34 Wikidata | BW             |
| Sankt-Vitus-Straße 5 (Standort)                                         | Remise und Fachwerkstadel                | Satteldach, 18. Jahrhundert | D-4-74-122-33 Wikidata | BW             |
| Sankt-Vitus-Straße 7 (Standort)                                         | Fachwerkstadel                           | Mit Satteldach, zweite Hälfte 17. Jahrhundert | D-4-74-122-37 Wikidata | BW             |
| Sankt-Vitus-Straße 7 (Standort)                                         | Remise                                   | Fachwerk, erste Hälfte 18. Jahrhundert | D-4-74-122-37 Wikidata | BW             |

## Ehemalige Baudenkmäler
In diesem Abschnitt sind Objekte aufgeführt, die früher einmal in der Denkmalliste eingetragen waren, jetzt aber nicht mehr. Objekte, die in anderem Zusammenhang also z. B. als Teil eines Baudenkmals weiter eingetragen sind, sollen hier nicht aufgeführt werden. Aktennummern in diesem Abschnitt sind ehemalige, jetzt nicht mehr gültige Aktennummern.

| Lage                                        | Objekt         | Beschreibung                                                       | Akten-Nr.              | Bild |
| ------------------------------------------- | -------------- | ------------------------------------------------------------------ | ---------------------- | ---- |
| Gaiganz Gaiganzer Hauptstraße 19 (Standort) | Fachwerkstadel | Mit Satteldach und giebelseitigen Klebdächern, 17./18. Jahrhundert | D-4-74-122-36 Wikidata | BW   |